# Purperrode orchis
De purperrode orchis (Dactylorhiza purpurella) is een plant uit de orchideeënfamilie (Orchidaceae). De plant komt voor op vochtige grond in duinvalleien en schrale graslanden. De hoogte is 20-60 cm.

## Kenmerken
De plant maakt doorgaans een gedrongen, compacte indruk. De bladeren zijn kruislings aan de stengel geplaatst, doorgaans ongevlekt, het grootste 3–4 maal zo lang als breed, de grootste breedte nog voor het midden. De top is iets kapvormig samengetrokken. Het bovenste blad reikt tot aan of iets voorbij het begin van de bloeiwijze.
De bloemen zijn diep paarsrood. De lip is 5–8 mm lang en nauwelijks drielobbig; uitgespreid is die ruitvormig.
De plant bloeit vanaf eind juni tot en met juli.

## Voorkomen
Noordwest-Europa, in het Waddengebied, Noord-Denemarken, Engeland, Schotland, Ierland en Zuid-Noorwegen.

## Synoniemen
- basioniem: Orchis purpurella T.Stephenson & T.A.Stephenson (1920)
  - Dactylorchis purpurella (T.Stephenson & T.A.Stephenson) Verm. (1947)
  - Dactylorhiza majalis subsp. purpurella (T.Stephenson & T.A.Stephenson) D.M.Moore & Soó (1978)
  - Dactylorhiza majalis var. purpurella (T.Stephenson & T.A.Stephenson) R.M.Bateman & Denholm (1983)
- Dactylorhiza majalis var. atrata A.J.Richards (1991)
- Dactylorhiza vadorum Kreutz & H.Dekker (2016)[1]

## Afbeeldingen

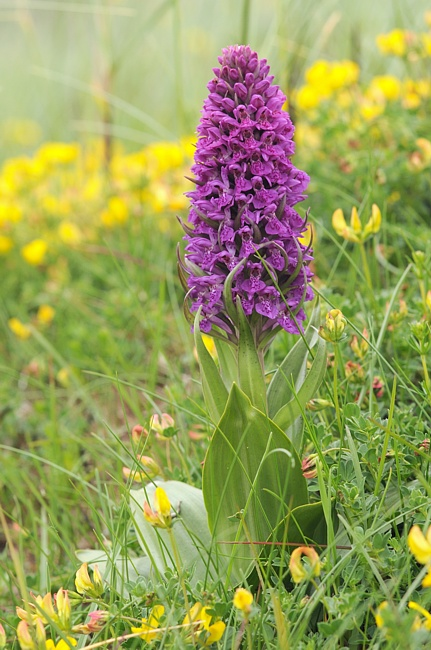
Bij Dublin, Ierland
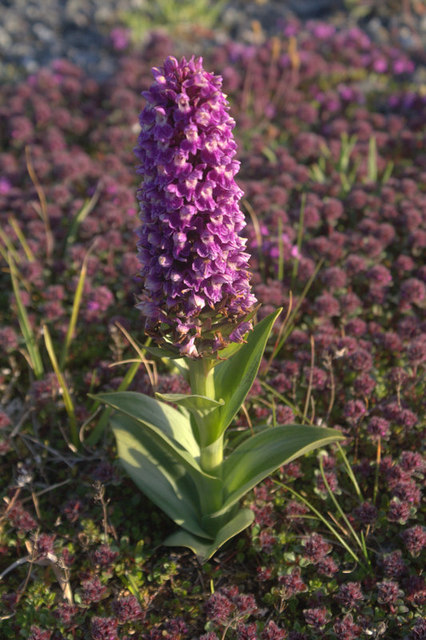
Bij Baltasound, Shetlands
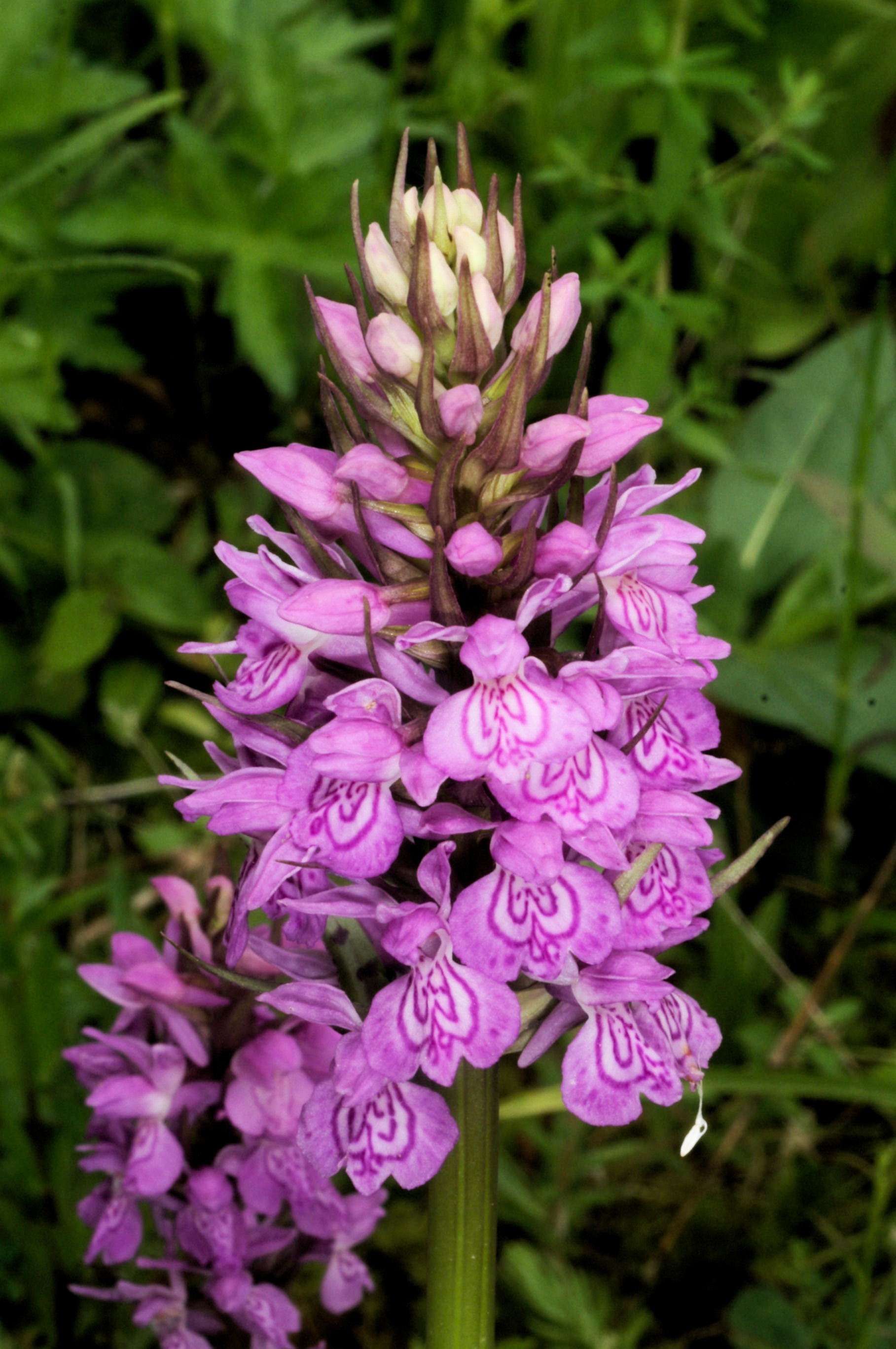
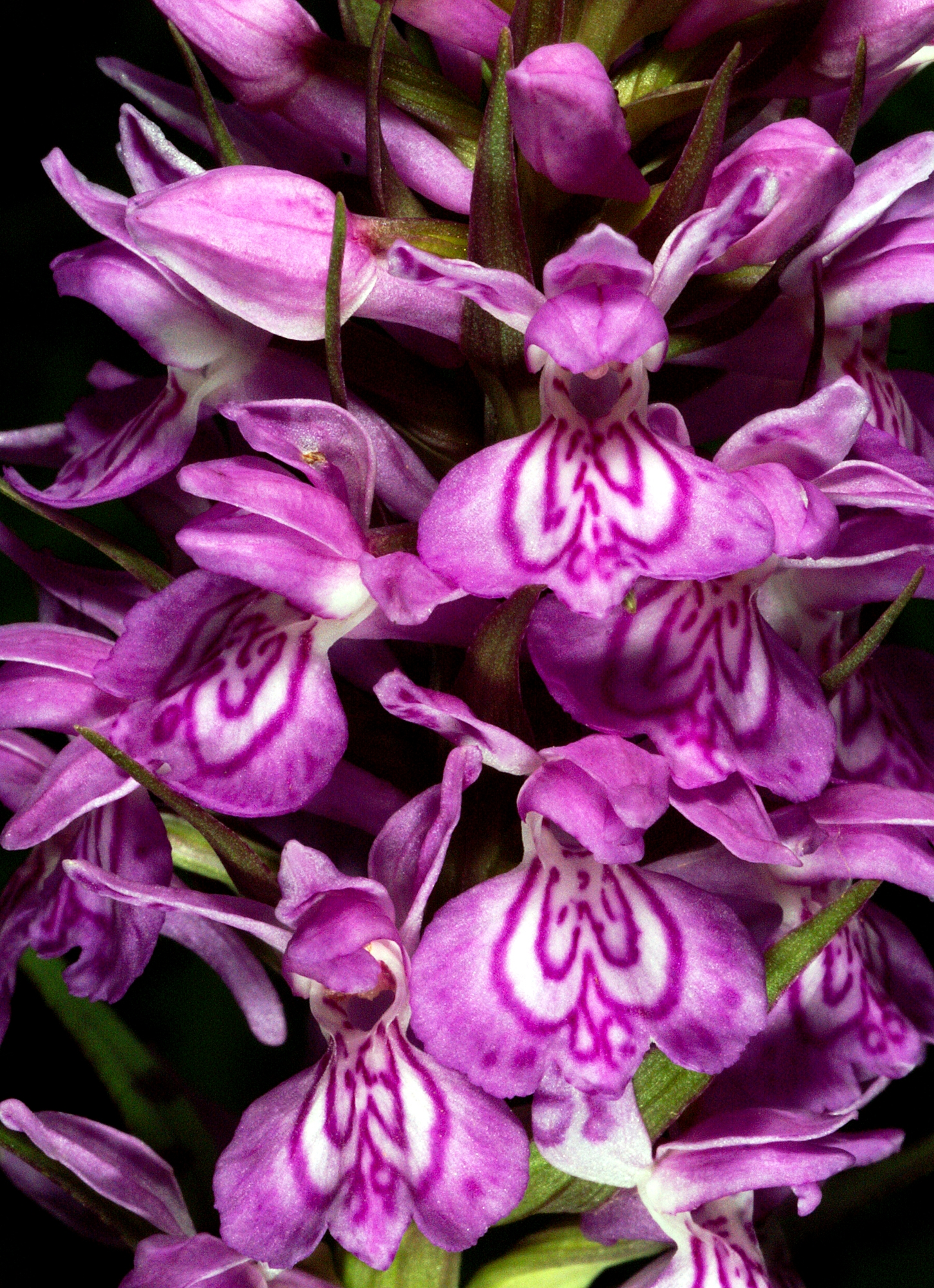

D. alpestris · 
D. aristata · 
D. atlantica · 
D. baumanniana · 
D. cordigera · 
D. cyrnea · 
D. czerniakowskae · 
D. durandii · 
D. elata (Grote rietorchis) · 
D. euxina · 
D. foliosa · 
D. francis-drucei · 
D. fuchsii (Bosorchis) · 
D. graggeriana · 
D. hatagirea · 
D. iberica · 
D. incarnata (Vleeskleurige orchis) · 
D. insularis · 
D. isculana · 
D. kafiriana · 
D. kerryensis · 
D. kulikalonica · 
D. lapponica · 
D. maculata (Gevlekte orchis) · 
D. maculata subsp. elodes (Tengere heideorchis) · 
D. maculata subsp. ericetorum (Heideorchis) · 
D. maculata subsp. savogiensis · 
D. magna · 
D. majalis (Brede orchis) · 
D. osmanica · 
D. phoenissa · 
D. praetermissa (Rietorchis) · 
D. praetermissa var. junialis (Gevlekte rietorchis) · 
D. purpurella (Purperrode orchis) · 
D. romana · 
D. russowii · 
D. saccifera · 
D. salina · 
D. sambucina (Vlierorchis) · 
D. sibirica · 
D. sphagnicola (Veenorchis) · 
D. sudetica · 
D. traunsteineri (Smalle orchis) · 
D. traunsteinerioides · 
D. umbrosa · 
D. urvilleana · 
D. viridis (Groene nachtorchis)